# Sagrada Família com Santa Isabel e São João
Sagrada Família com Santa Isabel e São João é uma pintura, exemplar barroco, do flamengo Peter Paul Rubens. Figura entre os últimos trabalhos do pintor. A obra é um óleo sobre tela de Peter Paul Rubens e é um dos últimos trabalhos do artista flamengo. Foi adquirido por museu da Art Institute of Chicago, em Chicago, ao lado de quadros de outros pintores como Jan Gossaert Mabuse, Robert Campin, Jan Brueghel, o Velho, Jan van Goyen, Giovanni-Battista Tiépolo, Rembrandt, António Moro, Eugène Delacroix, José Veloso Salgado e François Boucher.

## Tema da obra
A pintura, efectivamente, retrata a Sagrada Família de Jesus de Nazaré ladeada por São João e Santa Ana. Maria, sentada e de aspecto magnânimo, tem o Menino ao colo e amamenta-o, enquanto José olha enternecido. São João encontra-se aos pés de Maria e acariciando a mão de Jesus, apoiado num braço da velha Santa Ana, que sorri para o para o Menino e acaricia o seio com que a sua mãe o amamenta. Santa Ana, com os seus cabelos grisalhos e véu negro sobre eles, traja um vestido preto, robusto. Já João, com os braços, cabeça e peito descobertos, encontra-se enrolado numa pele, cuja cor se assemelha à cor dos trajes de José, que apoia a sua cabeça na mão direita e pousa o seu braço nas costas de uma cadeira.

## Técnica
Esta obra reflete grande magnanimidade técnica tal como na maioria das pinturas de Rubens, que também não se esqueceu de acrescentar aos seus quadros valorosos a imperiosidade dos volumes, vista nos trajos das personagens, os volumas enaltecedores das figuras, a belíssima concepção de texturas e a excelências da luz, neste quadro, sobre o Menino e Maria.
Os seus estudos em Itália revelaram-se bastante frutíferos já que até nos últimos trabalhos seus, Rubens utilizou e jogou com a arte greco-romana, como se pode ver no fundo deste quadro. O céu é também de reparo, sendo que se assemelha a um céu tempestuosos coberto de nuvens escuras, com breve potencial luminoso.
A par da composição, o resultado visual é de grande impacto, e marcou gerações de pintores como François Boucher. É sem dúvida, um exemplar magnífico da brilhante prestação flamenga no Barroco.